# Wideumont
Wideumont is een gehucht van Sainte-Marie-Chevigny, dat zelf een deelgemeente is van de Belgische gemeente Libramont-Chevigny (provincie Luxemburg). Het gehucht ligt circa twee kilometer ten oosten van de kern van Sainte-Marie en bestaat uit twee aparte kommen, die ongeveer een kilometer uit elkaar liggen: Wideumont-Village en Wideumont-Station. Laatstgenoemde ligt aan de voormalige spoorlijn 163 (Libramont–Sankt Vith).
In Wideumont ligt een weerstation met een neerslagradar van het Koninklijk Meteorologisch Instituut (KMI).

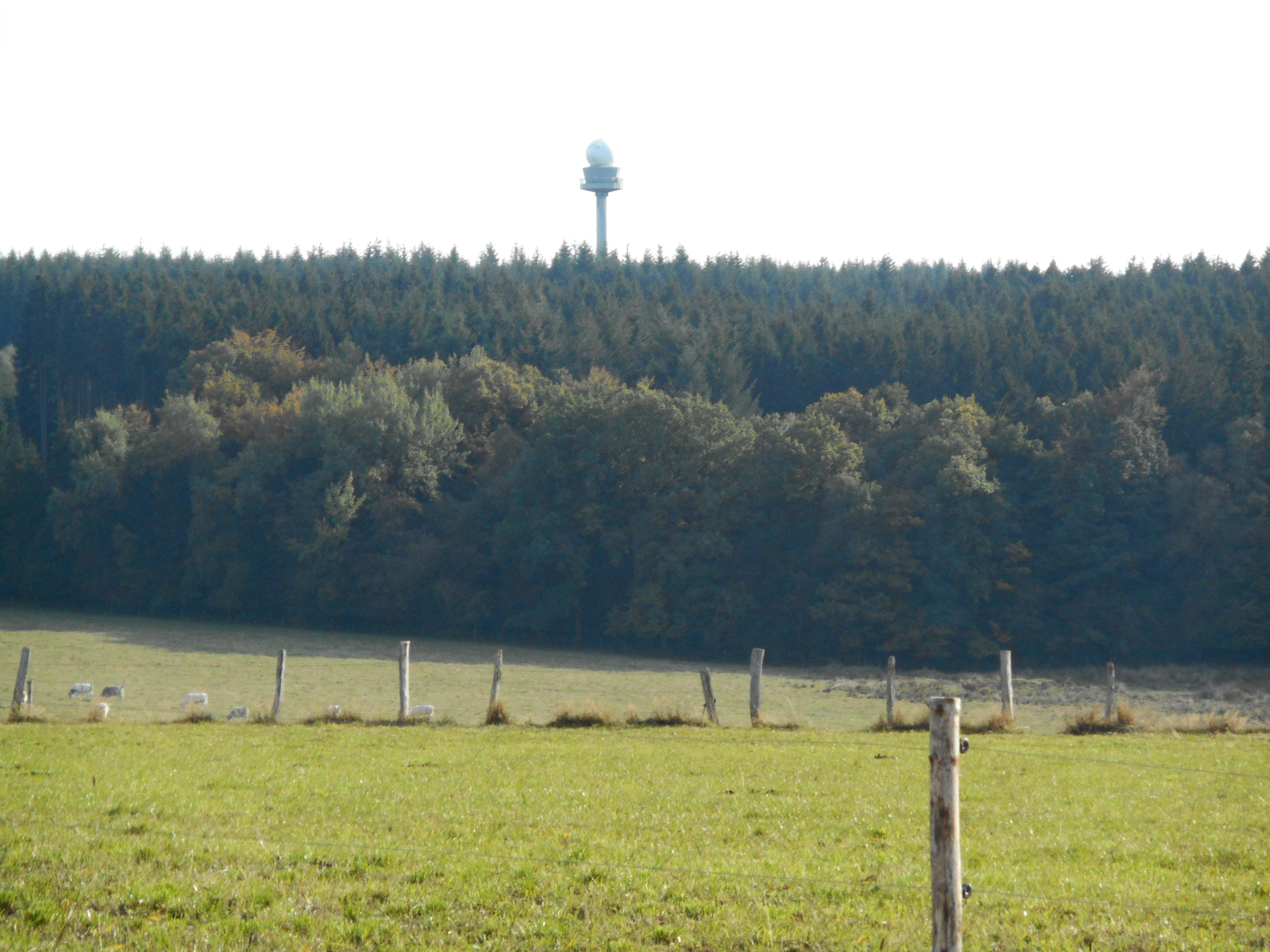
Weerradar Wideumont

Deelgemeenten: Bras · Freux · Libramont · Moircy · Recogne · Remagne · Sainte-Marie-Chevigny · Saint-Pierre

Overige dorpen en gehuchten: Bernimont · Bonnerue · Bougnimont · Chenet · Flohimont · Jenneville · Lamouline · Laneuville · Neuvillers · Nimbermont · Ourt · Presseux · Renaumont · Rondu · Sberchamps · Séviscourt · Wideumont

Belgische gemeenten · Arrondissement Neufchâteau · Luxemburg · Wallonië